# Susanne Braunsteffer
Susanne Braunsteffer (geb. 1979 in Grattersdorf, Landkreis Deggendorf) ist eine deutsche Opernsängerin (Sopran).

## Leben
Susanne Braunsteffer schloss ihr Studium 2008 am Salzburger Mozarteum mit Auszeichnung ab. In der Saison 2008/09 war sie Mitglied des Opernstudios der Opéra National du Rhin in Strasbourg, wo sie u. a. die Contessa in Mozarts Le nozze di Figaro und Gretel in Humperdincks Hänsel und Gretel sang. Von 2009 bis 2011 war Braunsteffer Mitglied der Accademia Teatro alla Scala in Mailand. 2010 sang sie die Michaela in Bizets Carmen in Belgien. 2011 vertrat sie Deutschland beim BBC-Wettbewerb Cardiff Singer of the World. 2012 sang Braunsteffer Marie in Smetanas Die verkaufte Braut am Staatstheater Braunschweig. In der Saison 2012/13 debütierte sie als Leonora in Verdis Il Trovatore am Theater Dortmund, wo sie daraufhin Elisabetta in Verdis Don Carlos sang und 2015 als Amelia in Verdis Ein Maskenball wieder engagiert wurde, eine Rolle, die sie ebenfalls in dieser Saison am Saarländischen Staatstheater Saarbrücken singt. 2013 gab sie ihr Debüt als Mimi in Puccinis La Bohème am Theatro Municipal de São Paulo, Brasilien. Bei den Eutiner Festspielen 2015 gab Braunsteffer ihr Debüt als Aida in Verdis gleichnamiger Oper. Am Saarländischen Staatstheater Saarbrücken singt die Sopranistin in der Saison 2015/16 Cio-Cio-San in Puccinis Madama Butterfly und die Titelrolle in Dvořáks Rusalka.